# KONAMI麻雀格闘倶楽部
KONAMI麻雀格闘倶楽部（こなみまーじゃんふぁいとくらぶ）は、競技麻雀のチーム対抗戦のナショナルプロリーグ・Mリーグのチーム。コナミアミューズメントがオーナー企業となり、2018年に設立された。実況等では略して「ファイトクラブ」と呼ばれている。

## 略歴
2018年8月7日に行われた第1回Mリーグドラフト会議において、1巡目にモンド杯4期などの実績を持つ佐々木寿人、2巡目に初代女流プロ麻雀日本シリーズでグラビアアイドルの活動もしている高宮まり、3巡目に鳳凰位4期・十段位5期の実績を誇るプロ歴37年のベテラン前原雄大を指名した。
KONAMIが運営するチーム名と同じ名前のアーケードゲーム・オンラインゲームは、日本プロ麻雀連盟と提携していることもあり、いずれの選手も同団体所属プロからの選出となった。また、三者ともに「攻撃型」の選手としても知られている。
2018年度レギュラーシーズンでは、序盤こそ6位に大きく引き離された最下位が定位置となってしまった時期もあったが、年末頃にはマイナスを大きく減らしファイナル争いに絡むところまで浮上してきた。年明け最初の試合で佐々木がシーズン最高スコアとなる8万1700点のトップを獲得したり、シーズン最終盤の8戦で2勝含む7連対を獲得したりと、3位でファイナル進出を決めた。ファイナルシリーズでは、6日目第3戦（18節）でようやく初トップ獲得となるなど終始苦しみ渋谷ABEMASと3位争いをしたが、最終日2連勝を決められ4位でシーズンを終えた。
2019年7月9日に行われた第2回Mリーグドラフト会議では、4人目の選手として十段位3期・鳳凰位1期などの実績を持つ藤崎智を指名した。これまで「攻撃型」を揃えたチームカラーであったが、指名を受けた藤崎は「麻雀忍者」の異名を持つ守備巧者の選手として知られており、藤崎自身も「うちは佐々木寿人がいっぱい稼いできますんで、それを減らさないだけの役目の人も必要」と評している。
2020年シーズン終了後、前原と藤崎が自由契約となった。
2021年8月2日に行われた第4回Mリーグドラフト会議では、1巡目にタイトルに桜蕾戦1期を持ち、声優としても活動している伊達朱里紗、2巡目に昨シーズン終了後EX風林火山を自由契約となっていた滝沢和典を指名した。滝沢はMリーグで初の移籍選手となった。
2022-23シーズンでは、レギュラーシーズン初戦で伊達が四暗刻を和了するなど好調な滑り出しを見せ、チームは序盤からポイントを伸ばし続け600ポイント近いプラスを記録、伊達がMVPを獲得し2年連続の個人タイトルを獲得する。セミファイナルでは苦しみながらもレギュラーシーズンの貯金を生かして4位ながら通過を決めると、過去2回とも4位に終わっていたファイナルでは滝沢が四暗刻を和了するなど、先行するABEMASに追いすがり最後まで優勝を争ったものの敗れ2位に終わった。

## 所属選手
| 2018-19 | 佐々木寿人 | 高宮まり | 前原雄大   |          |
| 2019-20 | 佐々木寿人 | 高宮まり | 前原雄大   | 藤崎智   |
| 2020-21 | 佐々木寿人 | 高宮まり | 前原雄大   | 藤崎智   |
| 2021-22 | 佐々木寿人 | 高宮まり | 伊達朱里紗 | 滝沢和典 |
| 2022-23 | 佐々木寿人 | 高宮まり | 伊達朱里紗 | 滝沢和典 |
| 2023-24 | 佐々木寿人 | 高宮まり | 伊達朱里紗 | 滝沢和典 |
| 2024-25 | 佐々木寿人 | 高宮まり | 伊達朱里紗 | 滝沢和典 |
| 2025-26 | 佐々木寿人 | 高宮まり | 伊達朱里紗 | 滝沢和典 |

## 監督
2024-25シーズンまでチームは監督を置かず、担当マネージャーがメディア対応を行なっていた。
創設から4シーズンはコナミアミューズメント事業推進部長の石田進矢が、2022-23シーズンからはコナミデジタルエンタテインメントサウンドマネージャーの植松斎永が担当マネージャーを務めていた。
2025-26シーズンより、滝沢和典が選手兼任で監督を務めることになった。

## チーム成績

### 総合成績
‎
‎
‎
‎
‎
‎
‎

### レギュラーシーズン
| シーズン | 順位 | 総合   | 選手・得点 | 選手・得点 | 選手・得点 | 選手・得点 | 選手・得点 | 選手・得点 | 選手・得点 | 選手・得点 |
| -------- | ---- | ------ | ---------- | ---------- | ---------- | ---------- | ---------- | ---------- | ---------- | ---------- |
| 2018-19  | 3位  | 39.2   | 佐々木寿人 | 228.3      | 前原雄大   | 84.8       | 高宮まり   | ▲273.9     |            |            |
| 2019-20  | 3位  | 195.0  | 高宮まり   | 99.5       | 佐々木寿人 | 80.7       | 前原雄大   | 80.3       | 藤崎智     | ▲65.5      |
| 2020-21  | 5位  | ▲168.5 | 佐々木寿人 | 494.1      | 藤崎智     | ▲164.8     | 高宮まり   | ▲246.0     | 前原雄大   | ▲251.8     |
| 2021-22  | 3位  | 249.0  | 滝沢和典   | 294.2      | 伊達朱里紗 | 269.5      | 佐々木寿人 | ▲77.3      | 高宮まり   | ▲237.4     |
| 2022-23  | 1位  | 592.2  | 伊達朱里紗 | 320.2      | 佐々木寿人 | 213.3      | 高宮まり   | 194.1      | 滝沢和典   | ▲135.4     |
| 2023-24  | 4位  | 46.9   | 伊達朱里紗 | 215.3      | 佐々木寿人 | 16.3       | 高宮まり   | ▲64.7      | 滝沢和典   | ▲120.0     |
| 2024-25  | 5位  | 208    | 佐々木寿人 | 388        | 伊達朱里紗 | 98.6       | 滝沢和典   | ▲35.6      | 高宮まり   | ▲243       |

### セミファイナル
| シーズン | 結果 | 総合   | 持越  | セミファイナル | 選手・得点 | 選手・得点 | 選手・得点 | 選手・得点 | 選手・得点 | 選手・得点 | 選手・得点 | 選手・得点 |
| -------- | ---- | ------ | ----- | -------------- | ---------- | ---------- | ---------- | ---------- | ---------- | ---------- | ---------- | ---------- |
| 2019-20  | 5位  | ▲65.0  | 97.5  | ▲162.5         | 藤崎智     | ▲16.5      | 高宮まり   | ▲46.1      | 前原雄大   | ▲46.4      | 佐々木寿人 | ▲53.5      |
| 2020-21  | 5位  | ▲98.3  | ▲84.2 | ▲14.1          | 高宮まり   | 118.0      | 前原雄大   | ▲8.3       | 藤崎智     | ▲43.0      | 佐々木寿人 | ▲80.8      |
| 2021-22  | 2位  | 184.9  | 124.5 | 60.4           | 伊達朱里紗 | 88.9       | 佐々木寿人 | 4.5        | 高宮まり   | ▲12.7      | 滝沢和典   | ▲20.3      |
| 2022-23  | 4位  | 172.8  | 296.1 | ▲123.3         | 佐々木寿人 | 64.6       | 伊達朱里紗 | ▲8.0       | 高宮まり   | ▲82.2      | 滝沢和典   | ▲97.7      |
| 2023-24  | 6位  | ▲279.0 | 23.5  | ▲302.5         | 伊達朱里紗 | 49.7       | 高宮まり   | ▲63.2      | 滝沢和典   | ▲131.3     | 佐々木寿人 | ▲157.7     |
| 2024-25  | 5位  | ▲84.5  | 104   | ▲188.5         | 佐々木寿人 | 49.8       | 伊達朱里紗 | ▲37.4      | 高宮まり   | ▲57.6      | 滝沢和典   | ▲143.3     |

### ファイナル
| シーズン | 結果               | 総合               | 持越               | ファイナル         | 選手・得点         | 選手・得点         | 選手・得点         | 選手・得点         | 選手・得点         | 選手・得点         | 選手・得点         | 選手・得点         |
| -------- | ------------------ | ------------------ | ------------------ | ------------------ | ------------------ | ------------------ | ------------------ | ------------------ | ------------------ | ------------------ | ------------------ | ------------------ |
| 2018-19  | 4位                | ▲282.0             | 19.6               | ▲301.6             | 高宮まり           | 37.1               | 佐々木寿人         | ▲154.1             | 前原雄大           | ▲184.6             | ―                  | ―                  |
| 2019-20  | セミファイナル敗退 | セミファイナル敗退 | セミファイナル敗退 | セミファイナル敗退 | セミファイナル敗退 | セミファイナル敗退 | セミファイナル敗退 | セミファイナル敗退 | セミファイナル敗退 | セミファイナル敗退 | セミファイナル敗退 | セミファイナル敗退 |
| 2020-21  | セミファイナル敗退 | セミファイナル敗退 | セミファイナル敗退 | セミファイナル敗退 | セミファイナル敗退 | セミファイナル敗退 | セミファイナル敗退 | セミファイナル敗退 | セミファイナル敗退 | セミファイナル敗退 | セミファイナル敗退 | セミファイナル敗退 |
| 2021-22  | 4位                | ▲58.9              | 92.5               | ▲151.4             | 伊達朱里紗         | 15.8               | 高宮まり           | ▲32.5              | 滝沢和典           | ▲59.6              | 佐々木寿人         | ▲75.1              |
| 2022-23  | 2位                | 204.6              | 86.4               | 118.2              | 滝沢和典           | 215.1              | 高宮まり           | 54.0               | 伊達朱里紗         | ▲63.1              | 佐々木寿人         | ▲87.8              |
| 2023-24  | セミファイナル敗退 | セミファイナル敗退 | セミファイナル敗退 | セミファイナル敗退 | セミファイナル敗退 | セミファイナル敗退 | セミファイナル敗退 | セミファイナル敗退 | セミファイナル敗退 | セミファイナル敗退 | セミファイナル敗退 | セミファイナル敗退 |
| 2024-25  | セミファイナル敗退 | セミファイナル敗退 | セミファイナル敗退 | セミファイナル敗退 | セミファイナル敗退 | セミファイナル敗退 | セミファイナル敗退 | セミファイナル敗退 | セミファイナル敗退 | セミファイナル敗退 | セミファイナル敗退 | セミファイナル敗退 |

## 個人成績

### レギュラーシーズン通算成績
| 選手名     | 半荘 | Pt     | 平均 | 最高点  | 1着率 | 連対率 | 回避率 | 平着 | 1着 | 1.5 | 2着 | 2.5 | 3着 | 3.5 | 4着 |
| ---------- | ---- | ------ | ---- | ------- | ----- | ------ | ------ | ---- | --- | --- | --- | --- | --- | --- | --- |
| 佐々木寿人 | 200  | 1343.4 | 6.7  | 94,000  | 32.5% | 55.0%  | 76.0%  | 2.37 | 65  | 0   | 45  | 0   | 42  | 0   | 48  |
| 伊達朱里紗 | 88   | 903.6  | 10.3 | 105,500 | 34.1% | 56.8%  | 79.5%  | 2.30 | 30  | 0   | 20  | 0   | 20  | 0   | 18  |
| 滝沢和典   | 97   | 3.2    | 0.0  | 62,600  | 23.7% | 51.5%  | 74.2%  | 2.51 | 23  | 0   | 27  | 0   | 22  | 0   | 25  |
| 前原雄大   | 68   | ▲86.7  | ▲1.3 | 75,800  | 25.0% | 51.5%  | 73.5%  | 2.49 | 17  | 0   | 18  | 1   | 14  | 0   | 18  |
| 藤崎智     | 39   | ▲230.3 | ▲5.9 | 58,900  | 20.5% | 38.5%  | 79.5%  | 2.62 | 8   | 0   | 7   | 0   | 16  | 0   | 8   |
| 高宮まり   | 144  | ▲771.4 | ▲5.4 | 66,400  | 18.1% | 42.4%  | 75.7%  | 2.64 | 26  | 0   | 35  | 1   | 47  | 0   | 35  |
| チーム通算 | 636  | 1161.8 | 1.8  | 105,500 | 26.6% | 50.5%  | 76.1%  | 2.47 | 169 | 0   | 152 | 2   | 161 | 0   | 152 |

### 獲得タイトル
- 個人スコア・MVP

佐々木寿人 2020-21
伊達朱里紗 2022-23
- 最高スコア

佐々木寿人 2020-21
伊達朱里紗 2021-22
- 4着回避率1位

伊達朱里紗 2023-24

## 役満
| シーズン | シリーズ       | 通算回          | 日付・曜日・回 | 日付・曜日・回 | 日付・曜日・回 | 局         | 役       | 東家       | 南家       | 西家       | 北家       | 出典   |
| -------- | -------------- | --------------- | -------------- | -------------- | -------------- | ---------- | -------- | ---------- | ---------- | ---------- | ---------- | ------ |
| 2018-19  | レギュラー     | 第31戦/全140戦  | 2018年10月26日 | 金             | 第1戦          | 南1局1本場 | 国士無双 | 魚谷侑未   | 佐々木寿人 | 松本吉弘   | 村上淳     | [ 10 ] |
| 2018-19  | ファイナル     | 第10戦/全24戦   | 2019年3月10日  | 日             | 第1戦          | 南1局1本場 | 大三元   | 前原雄大   | 多井隆晴   | 園田賢     | 二階堂亜樹 | [ 11 ] |
| 2021-22  | セミファイナル | 第3戦/全24戦    | 2022年3月22日  | 火             | 第1戦          | 南1局1本場 | 四暗刻   | 佐々木寿人 | 朝倉康心   | 魚谷侑未   | 内川幸太郎 | [ 12 ] |
| 2022-23  | レギュラー     | 第2戦/全188戦   | 2022年10月3日  | 月             | 第2戦          | 南2局      | 四暗刻   | 本田朋広   | 近藤誠一   | 伊達朱里紗 | 瑞原明奈   | [ 13 ] |
| 2022-23  | レギュラー     | 第166戦/全188戦 | 2023年3月2日   | 木             | 第2戦          | 南4局1本場 | 四暗刻   | 白鳥翔     | 園田賢     | 魚谷侑未   | 高宮まり   | [ 14 ] |
| 2022-23  | ファイナル     | 第11戦/全16戦   | 2023年5月16日  | 火             | 第1戦          | 東4局      | 四暗刻   | 滝沢和典   | 白鳥翔     | 松ヶ瀬隆弥 | 萩原聖人   | [ 15 ] |

- 和了者   放銃者
- 各家の表記は、その局における家を示す